# 宮崎三之助

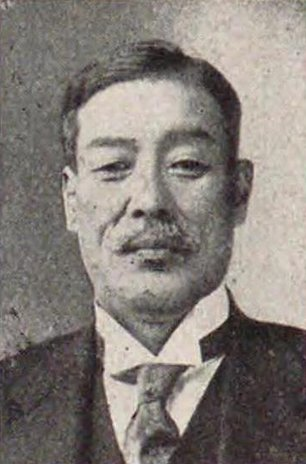
宮崎三之助

宮崎 三之助（みやざき さんのすけ、1872年10月22日（明治5年9月20日） – 1941年（昭和16年）9月1日）は、日本の裁判官、弁護士、政治家（立憲政友会）。

## 略歴
富山県富山市に出生。1892年（明治25年）、明治法律学校（現在の明治大学）を卒業。判事検事登用試験に合格し、判事として七尾、木更津、千葉の裁判所に勤務した。後に弁護士を開業し、本所区会議員、同議長、東京市会議員を歴任。
1920年（大正9年）、第14回衆議院議員総選挙に出馬し、当選。その間、東京市疑獄事件で収賄罪に問われ、1922年（大正11年）に東京地方裁判所で懲役3ヵ月執行猶予3年の判決を受けたが、翌年の控訴審で無罪判決を受けた。その後、第15回衆議院議員総選挙で再選を果たした。
また、実業家としては、日本相互銀行（現三井住友銀行）社長、東京府農工銀行取締役、東洋捕鯨株式会社取締役、富山県織物模範工場株式会社取締役、常盤興業株式会社取締役、坪内硝子株式会社監査役などを歴任した。

## 家族
- 父・宮崎新作[5]
- 親戚・陸井三郎 ‐ 長男・鉄三の妻の弟[5]